# Galium geminiflorum
Galium geminiflorum  là một loài thực vật có hoa trong họ Thiến thảo. Loài này được Lowe mô tả khoa học đầu tiên năm 1838.==Chú thích==
1. ↑  The Plant List (2010). "Galium geminiflorum". Truy cập ngày 3 tháng 6 năm 2013.